# Arcana (romanzo)
Arcana (Les arcanes du chaos) è un romanzo thriller di Maxime Chattam, scritto nel 2006 e pubblicato in Italia nel 2007.
Il libro è stato tradotto in otto lingue.

## Edizioni in italiano
- Maxime Chattam, Arcana, traduzione di Andrea Zucchetti, Sonzogno, Milano 2007 ISBN 978-88-454-1426-8